# IC 3315
IC 3315 је елиптична галаксија у сазвјежђу Дјевица која се налази на листи објеката дубоког неба у Индекс каталогу.
Деклинација објекта је + 12° 18' 48" а ректасцензија 12h 25m 39,0s. Привидна величина (магнитуда) објекта IC 3315 износи 14,8 а фотографска магнитуда 15,8. IC 3315 је још познат и под ознакама VCC 823, PGC 40556.